# Aaron Christian Howles
Aaron Christian Howles (* 3. Juni 1993 in Houston, Texas) ist ein US-amerikanischer Schauspieler, der vor allem durch seine beiden Engagements in den Fernsehserien Swingtown und Taras Welten Bekanntheit erlangte.

## Leben und Karriere
Der im Jahre 1993 in Houston, der größten Stadt des US-Bundesstaates Texas, geborene Howles begann seine aktive Karriere als Schauspieler noch in jungen Jahren, als er vorwiegend in Theaterproduktionen eingesetzt wurde. So tourte er unter anderem mit dem Musical Oliver! durch die USA und gastierte unter anderem auch im Fort Bend Theatre in seiner Heimatstadt Houston. Während dieser Zeit wurde er auch zweimal zum „Best Child Actor“ ausgezeichnet. Zunehmend überregionale Bekanntschaft erlangte er schließlich vor allem mit der nur kurzlebigen Fernsehserie Swingtown, in der man ihn im Jahre 2008 in allen 13 Episoden sah. Dabei spielte er den Sohn von Bruce und Susan Miller (gespielt von Jack Davenport und Molly Parker) sowie den Bruder von Laurie Miller (Shanna Collins). Nachdem es in den Folgejahren ruhig um den jungen Nachwuchsschauspieler wurde und sich dieser vorwiegend auf Theaterarbeiten konzentrierte, kehrte Howles erst wieder im Jahre 2011 zurück auf den Bildschirm, als er in Taras Welten den homosexuellen Noah Kane spielte. In dieser Rolle trat er noch im gleichen Jahr in sieben verschiedenen Episoden in Erscheinung.

## Filmografie (Auswahl)
- 2008: Swingtown (Fernsehserie, 13 Episoden)
- 2011: Taras Welten (United States of Tara, Fernsehserie, 7 Episoden)
- 2012–2014: True Blood (Fernsehserie, 16 Episoden)
- 2015: State of Affairs (Fernsehserie, 4 Episoden)

## Auszeichnungen
- 2-mal Auszeichnung als „Best Child Actor“ für sein Engagement in Oliver!